# Diego, Príncipe das Astúrias
Diego Félix da Áustria, Príncipe das Astúrias e Portugal (Madrid, 15 de agosto de 1575 - Madrid, 21 de novembro de 1582), foi o quarto filho de Filipe II de Espanha e também seu terceiro filho por sua quarta esposa Ana da Áustria.

## Início da Vida
Na época de seu nascimento, o irmão mais velho de Diego, o príncipe Fernando, ainda era o herdeiro aparente. Com a morte de Fernando em 1578, Diego se tornou herdeiro do trono. Diego também teve outro irmão mais velho, Carlos Lourenço, que morreu na infância. A mãe dele acabara de saber da morte de Carlos Lourenço, e foi dito que ela havia sofrido tanto choque com a notícia de sua morte que a levou a um parto prematuro, dando à luz Diego.
Ele foi formalmente investido como príncipe das Astúrias em 1 de março de 1580 pelos tribunais de Madrid. O poeta Cristóbal de Virués dedicou um soneto ao novo príncipe, onde propôs que Diego seguisse os passos de seu pai.
Em 1580, seu pai também se tornou rei de Portugal, tornando Diego herdeiro aparente desse reino também. Sua mãe, Ana, morreu durante uma viagem ao seu novo reino. Diego e seus irmãos permaneceram em Madrid sob os cuidados de meia-irmãs, Isabel Clara Eugênia e Catarina Micaela. As cartas de Filipe II deixam claro que ele estava extremamente orgulhoso de Diego: ele escreveu que seu filho já havia aprendido o alfabeto e dançava aos cinco anos de idade. Em uma carta de 1582, o rei escreveu ao vice-rei indiano Francisco de Mascarenhas ordenando que ele trouxesse um elefante ao príncipe das Astúrias como presente. Filipe II ensinou ao filho a língua portuguesa para que um dia Diego pudesse falar como rei com seus súditos portugueses. Além disso, Filipe II planejava desposar Diego de uma das filhas de João, duque de Bragança e Catarina de Portugal.

## Morte
Diego nunca se tornou rei. No final de 1582, ele contraiu varíola e morreu aos 7 anos. Quando morreu, Filipe II estava inconsolável, pois o único herdeiro do trono restante era o pequeno e doente Infante Filipe, assumindo a posição de príncipe das Astúrias. O rei ordenou que fossem feitas orações contínuas na Igreja de Nossa Senhora de Saragoça pela saúde das crianças reais remanescentes.
O irmão mais novo de Diego tornou-se rei Filipe III após a morte de seu pai em 1598. Assim continuou a linhagem dos Habsburgos espanhóis.